# Porta Garibaldi (Marsala)
Porta Garibaldi è una delle porte della città di Marsala, celebre per il passaggio di Giuseppe Garibaldi e dei Mille l'11 maggio 1860.

## Storia
La porta in origine venne chiamata "Porta di Mare" essendo quest'ultima eretta verso il mare e venne costruita nel 1685 per volere del re di Spagna e del Regno di Sicilia Carlo II con lo scopo di rinforzare il sistema difensivo e di dare lustro alla città, andando a sostituire la vecchia porta quattrocentesca ormai fatiscente e di ridotte dimensioni.
L'11 maggio 1860 Giuseppe Garibaldi sbarcò insieme ai Mille nella città siciliana, dando origine all'Unità d'Italia. Egli entrando dalla porta, dichiarerà la città "libera" non più parte del Regno delle Due Sicilie ed annessa al Regno d'Italia. Dopo la sua partenza, la città decise di intitolare all'eroe dei due mondi il celebre arco.
Fino a poco prima della Seconda guerra mondiale, la porta presentava un'inferriata ad arco che fu usata successivamente per la produzione di materiale bellico.
La porta, oggi ben conservata, è diventata una meta turistica, nonché simbolo del centro storico marsalese.

## Caratteristiche
Sotto il cornicione della porta, una grossa iscrizione in latino affida a Dio la custodia dell’entrata e dell’uscita dalla città.
(L'iscrizione sulla porta)
Nella parte superiore troviamo un’aquila coronata, simbolo della casata degli Asburgo di Spagna.
Ai lati troviamo delle insenature a edicola che dovevano aver in passato ospitato delle statue.
Nella parte interna troviamo un grande atrio sovrastato da un grande lampione, dove la voce si propaga per tutta l'area.
In origine i lati della porta erano aperti e ospitavano dei negozietti e un corridoio con un tunnel che portavano ad una scalinata dal quale si saliva e accedeva sul terrazzino, lati che furono chiusi successivamente.

### Terrazzino
Sopra la porta è presente un terrazzino nel quale in passato era possibile accedere attraverso un corridoio e un tunnel che portavano ad una scalinata che arriva al terrazzo. In questo corridoio si accedeva da un ingresso laterale posto all'interno dell'arco della porta, che successivamente fu murato. Questo percorso è stato recentemente scoperto in seguito a dei lavori di ristrutturazione, restauro e messa in sicurezza terminati a poche settimane dal Natale 2018, ed è volontà dell'amministrazione comunale ripristinarne l'accesso.

## Eventi
Nel 1961, in occasione del 100º anniversario dell'unità d'Italia, la Porta fu protagonista del passaggio del Giro d'Italia.
Durante il Festival enogastronomico Siciliano è stata addobbata da varie fioriere e striscioni con la sponsarizzazione dell'evento.
Nel mese di luglio 2018, è stata usata come location per la partenza del 3º anno del Festival del Tramonto, con la partenza dei Giochi senza barriere.
La porta lilibetana, inoltre è comparsa in vari programmi nazionali a scopo promozionale.